# 齐齐哈尔第一医院
齐齐哈尔第一医院是齐齐哈尔市规模最大的综合医院。具有90余年的历史。中华人民共和国首批三级甲等医院。佔地面積64928平方米，建築總面積91730平方米。